# 수전 솔로몬
수전 솔로몬(Susan Solomon, 1956년 1월 19일 ~ )은 시카고 출신의 대기화학자로, 경력의 대부분을 미국 해양대기청에서 보내며 일하고 있다. 2011년, 솔로몬은 매사추세츠 공과대학교 교수로 합류하여 대기 화학 및 기후 과학 엘런 스왈로 리처즈 교수로 재직하고 있다. 솔로몬은 동료와 함께 남극 오존홀의 원인인 염화불화탄소 유리기 반응 메커니즘을 처음으로 제안하였다.
솔로몬은 미국 국립 과학 아카데미, 유럽 과학 아카데미, 프랑스 과학 아카데미의 회원이다. 2008년, 솔로몬은 타임지에서 세계에서 가장 영향력 있는 100인 중 한 명으로 선정되었다. Bulletin of the Atomic Scientists의 Science and Security Board에서도 활동하고 있다.

## 전기

### 젊은 시절
과학에 대한 솔로몬의 관심은 어린이 시절 자크 쿠스토의 해저 세계를 보면서 시작되었다. 고등학생 때 그는 기체 혼합물의 산소 비율을 측정하는 프로젝트로 국가 과학 박람회에서 3위를 차지하였다.
솔로몬은 1977년 일리노이 공과대학교에서 화학 학사 학위를 받았다. 1981년 캘리포니아 대학교 버클리에서 대기 화학을 전문으로 한 화학 전공으로 박사 학위를 받았다.

### 사생활
솔로몬은 배리 시드웰과 1988년 결혼하였다.

### 연구

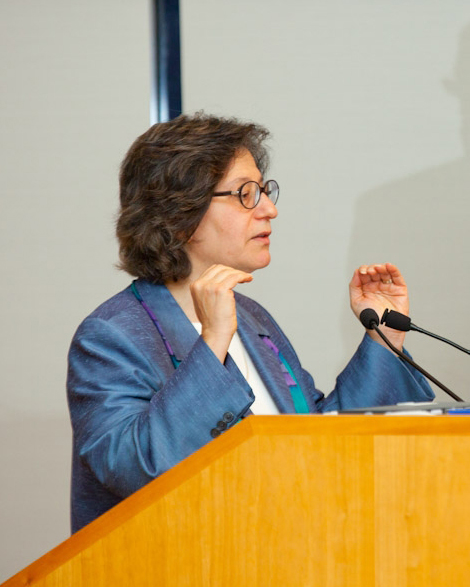
2010년의 수전 솔로몬

솔로몬은 2011년까지 미국 해양대기청 화학 과학 부서의 화학 및 기후 과정 그룹 책임자였다. 2011년에는 매사추세츠 공과대학교 지구 및 대기, 행성 과학부 교수로 합류하였다.

#### 서적
- The Coldest March: Scott's Fatal Antarctic Expedition, Yale University Press, 2002 ISBN 0-300-09921-5 - 로버트 팰컨 스콧의 1912년 남극 원정 실패를 묘사한 이야기이다. 특히, 스콧 원정대의 기록과 현대의 기상 자료를 구체적으로 비교하여 원정대의 사망 원인을 재조명하는 시도를 하였다.[10][11]
- Aeronomy of the Middle Atmosphere: Chemistry and Physics of the Stratosphere and Mesosphere, 3rd Edition, Springer, 2005 ISBN 1-4020-3284-6 - 10 km와 100 km 고도 사이 중부 대기의 대기 화학 및 물리학에 대해 설명한다.[12]

#### 오존홀
솔로몬은 NOAA 지구 시스템 연구소 동료들과 함께 남극 오존홀이 남극 대륙을 지나는 높은 고도의 구름 속 얼음 입자 표면에서 오존과 염화불화탄소 유리기의 불균일계 반응으로 생성되었다는 메커니즘을 가정하였다. 1986년과 1987년 솔로몬은 국가 오존 원정대를 맥머도 만으로 이끌었고, 그곳에서 촉진된 반응을 확증하는 증거를 수집하였다. 솔로몬은 이 원정의 단독 지도자이자 유일한 여성이었다. 그의 원정대는 자외 복사에 의한 염화불화탄소 분해로 방출된 대기에서 예상했던 것보다 100배 높은 수준의 산화 염소를 측정하였다.
이후 솔로몬은 화산이 염화불화탄소로 인한 반응을 가속화할 수 있고, 이로써 오존층의 피해가 증가할 수 있음을 보여주었다. 그의 연구는 유해 화학 물질을 규제함으로써 오존층을 보호하는 UN의 국제 협약, 몬트리올 의정서의 근간을 형성하였다. 또한, 솔로몬은 몬트리올 의정서의 이행이 긍정적인 효과가 있음을 시사하는 연구 결과도 발표하였다.

#### 기후 변화에 관한 정부간 협의체
솔로몬은 기후 변화에 관한 정부간 패널에서 활동하였다. 그는 세 번째 평가보고서에 기여한 저자이다. 또한, 네 번째 평가보고서를 위한 제1 워킹 그룹의 공동 의장이었다.